# Quyền LGBT ở Liban
Tuy nhiên, quyền đồng tính nữ, đồng tính nam, song tính và chuyển giới (tiếng Ả Rập: مثليه ، مثلي الجنس ، المخنثين والمتحولين جنسيا) ở Liban có thể phải đối mặt với những khó khăn mà những người không phải LGBT gặp phải, tuy nhiên, họ tự do hơn đáng kể so với các phần khác của Thế giới nói tiếng Ả Rập. Nhiều tòa án đã phán quyết rằng Điều 534 của Bộ luật Hình sự Liban, nghiêm cấm quan hệ tình dục "trái với quy luật tự nhiên", không nên được sử dụng để bắt giữ người LGBT. Nonetheless, the law is still being used to harass and persecute LGBT people, through occasional police arrests.
Một cuộc thăm dò do Trung tâm nghiên cứu Pew thực hiện năm 2007 cho thấy 79% người Liban tin rằng "đồng tính luyến ái nên bị xã hội từ chối", trái ngược với 18% tin rằng "đồng tính luyến ái nên được xã hội chấp nhận".
Các nhóm LGBT đã tổ chức các sự kiện từ năm 2006 để trùng với Ngày quốc tế chống kì thị đồng tính, song tính và chuyển giới. Vào năm 2017, các nhà hoạt động LGBT đã tổ chức cuộc diễu hành niềm tự hào đầu tiên của Lebanon, mang tên Beirut Pride, nhưng đã bị buộc phải hủy bỏ do các mối đe dọa khủng bố từ các gốc Hồi giáo. Sự kiện năm 2018 đã bị cấm sau khi nhà tổ chức chính bị cảnh sát bắt giữ. Động thái này bị lên án bởi Tổ chức Theo dõi Nhân quyền, cho biết: "Cuộc đàn áp vi phạm quyền tự do hội họp và lập hội và là một bước lùi trong một quốc gia đã đạt được tiến bộ trong việc tôn trọng quyền của người LGBT."

## Bảng tóm tắt
| Hoạt động tình dục đồng giới                                                                                                | /             |
| Độ tuổi đồng ý | /             |
| Luật chống phân biệt đối xử chỉ trong việc làm                                                                              | No            |
| Luật chống phân biệt đối xử trong việc cung cấp hàng hóa và dịch vụ                                                         | No            |
| Luật chống phân biệt đối xử trong tất cả các lĩnh vực khác (bao gồm phân biệt đối xử gián tiếp, ngôn từ kích động thù địch) | No            |
| Hôn nhân đồng giới | No            |
| Công nhận các cặp đồng giới                                                                                                 | No            |
| Con nuôi chung của các cặp đồng giới                                                                                        | [ note 1 ]    |
| Người LGBT được phép phục vụ công khai trong quân đội                                                                       | No            |
| Quyền thay đổi giới tính hợp pháp                                                                                           | (Từ năm 2016) |
| Truy cập IVF cho đồng tính nữ                                                                                               | No            |
| Đồng tính luyến ái được loại khỏi danh sách bệnh                                                                            | (Từ năm 2013) |
| Mang thai hộ thương mại cho các cặp đồng tính nam                                                                           | No            |
| NQHN được phép hiến máu | No            |